# Ptarmica sedelmeyeriana
Ptarmica sedelmeyeriana là một loài thực vật có hoa trong họ Cúc. Loài này được (Sosn.) Klokov miêu tả khoa học đầu tiên năm 1954.